# Petras Kubiliūnas
Petras Kubiliūnas (ur. 16 maja 1894 w Rakiszkach, zm. 22 lipca 1946 w Moskwie) – litewski generał, podczas II wojny światowej członek władz Generalnego Komisariatu Ostland na Litwie.

## Życiorys
W 1914 ukończył Wileńską Szkołę Wojskową w Wilnie. W czasie I wojny światowej walczył w armii rosyjskiej. Po powrocie na Litwę zaciągnął się do tworzonego wojska, gdzie walczył z bolszewikami i Polakami. 
Od 1925 do 1927 studiował w Akademii Wojskowej w Pradze. W 1929 został szefem sztabu generalnego. Pięć lat później przyłączył się do puczu Voldemarasa. 
W czasie niemieckiej okupacji Litwy został w sierpniu 1941 radcą przy generalnym komisarzu Theodorze von Rentelnie. Nawoływał wówczas ludność litewską do wstępowania do hitlerowskich organizacji wojskowych. 
Po zakończeniu wojny przebywał w brytyjskiej strefie okupacyjnej, skąd został porwany przez sowieckiego agenta Sławińskiego, uwięziony w Moskwie i zamordowany w lecie 1946.